# Ульянково (Митищинський міський округ)
Улья́нково (рос. Ульянково) — присілок у складі Митищинського міського округу Московської області, Росія.

## Населення
Населення — 209 осіб (2010; 207 у 2002).
Національний склад (станом на 2002 рік):
- росіяни — 70 %